# メキシコ湾岸油田

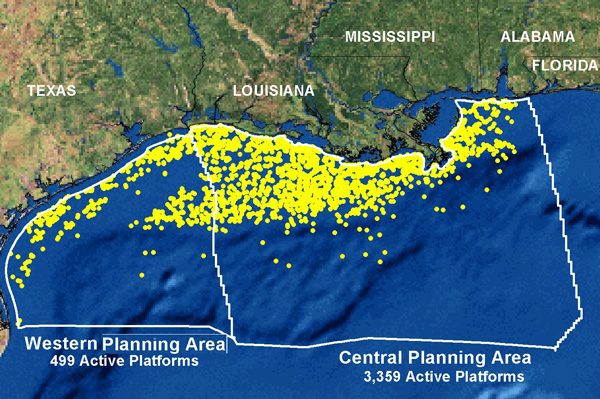
メキシコ湾岸で活動する石油・天然ガスプラットフォームの位置（2006年）。その数はおよそ4,000に達する

メキシコ湾岸油田（メキシコわんがんゆでん）とはアメリカ合衆国南部のメキシコ湾周辺にある油田及びガス田の総称。メキシコ湾油田とも呼ばれる。生産量は2006年現在、約470万バレル。 

## 地理
主にテキサス州、ルイジアナ州、ミシシッピ州、アラバマ州の沿岸付近、及び沖合に展開する海底油田を指す。周辺都市としては、ヒューストン、ダラス（石油化学が発展したのはこのため）、ニューオーリンズ等が挙げられる。
近年では、生産の中心域は徐々に沖合にシフトしつつあり、沿岸から数百キロ離れた鉱区でも生産が行われている。

## 歴史
1900年代初頭から開発が盛んになったテキサス州の油田開発は、徐々に海岸域へと範囲が拡大。1938年、にはスペリオル石油会社（Superior Oil Company）がルイジアナ州沖で最初の海上石油プラットフォームを建設。やがてアメリカ合衆国の沿岸から沖合にかけて、碁盤の目状にびっしりと数千もの鉱区が設定され、無数の油田が操業を行うようになった。 
1980年代になり油田開発が一巡すると、従来では考えられなかった深度での探査が進んだ。その中で、1989年にロイヤル・ダッチ・シェル社が水深1,000フィートを超える深度での油田開発を成功。沖合に向けた油田の探査が一気に活発になった。 
2000年代に入ると、沿岸及び浅海域の生産量が衰退しはじめ、補うように深海域での生産量が増加する傾向にある。 

### 大深度開発
2007年現在、最深の掘削リグは、エクソンモービル社の水深8,600フィート（約2,580メートル）のものであるが、10,000フィートを超える掘削リグの設置計画を持つ社も存在する。
急速に展開が進められた大深度の油田開発は、新型の浮遊式プラットフォームや半潜水型プラットフォーム、パイプライン敷設など生産施設の分野で画期的な技術革新を促しており、メキシコ湾岸で培われた技術は石油メジャーの優位性をさらに高めてゆくものと考えられている。

### 2010年メキシコ湾原油流出事故
2010年4月20日にメキシコ湾沖合80 kmで海底油田掘削作業中のリグが爆発。11人が行方不明となり、大量の原油が湾内に拡散した（2010年メキシコ湾原油流出事故 参照）。

### 廃棄された施設
2021年8月末、ハリケーンのアイダがアメリカ本土に接近、上陸。この際、ルイジアナ州沖合で過去に廃棄したパイプラインから原油が浸出、一帯のブロックをリースしていた会社が覆いをかけるなどして対応に当たり拡散は停止した。油田地帯の海底には過去に廃棄されたパイプラインがスパゲティのように入り組んでおり、リスクの一つとして認識されるようになった。

## 個別の権益を保有する主な日本企業
- 伊藤忠商事：20近くもの鉱区の権益を保有。
- 三菱商事：1999年から参入するも2006年までに9鉱区の権益を確保するなど事業を活発化。一部でENEOSの子会社と共同で、権益を保有。
- 双日：海底部のほか、テキサス州の陸上部の油田の権益も保有。
- 住友商事
- 丸紅[2]